# Helioporidae
Los heliopóridos (Helioporidae)  es una familia de antozoos octocorales del orden Helioporacea.
Esta familia actualmente es monogenérica, contando con Heliopora (de Blainville, 1830) como único género integrante, que también es monoespecífico, contando con Heliopora coerulea (Pallas, 1766) como única especie existente, el "coral azul".
En los periodos de aguas templadas del océano Tetis, la familia Helioporidae era de las más dominantes, sobreviviendo tan sólo a las glaciaciones la única especie actual Heliopora coerulea. Algunos autores vaticinan una posible expansión del género, debido al calentamiento global y el consecuente aumento de la temperatura de los mares.